# 阿尔加马西利亚德卡拉特拉瓦
阿尔加马西利亚德卡拉特拉瓦，是西班牙卡斯蒂利亚-拉曼恰雷阿尔城省的一个市镇。总面积166平方公里，2001年总人口5,361人，人口密度32人/平方公里。